# Feugères
Cet article possède un paronyme, voir Fougères.
Feugères est une commune française, située dans le département de la Manche en région Normandie, peuplée de 353 habitants.

## Géographie

### Hydrographie
La commune est située dans le bassin Seine-Normandie. Elle est drainée par la Venloue, le cours d'eau 01 de la commune de Feugères, le cours d'eau 01 de la commune du Mesnilbus, le fossé 02 de la commune de Feugères, le fossé 04 de la commune de Feugeres et le fossé 05 de la commune de Feugères,,.
La Venloue, d'une longueur de 15 km, prend sa source dans la commune de Camprond et se jette  dans le Lozon en limite de Marchésieux et de Remilly Les Marais, après avoir traversé huit communes. 

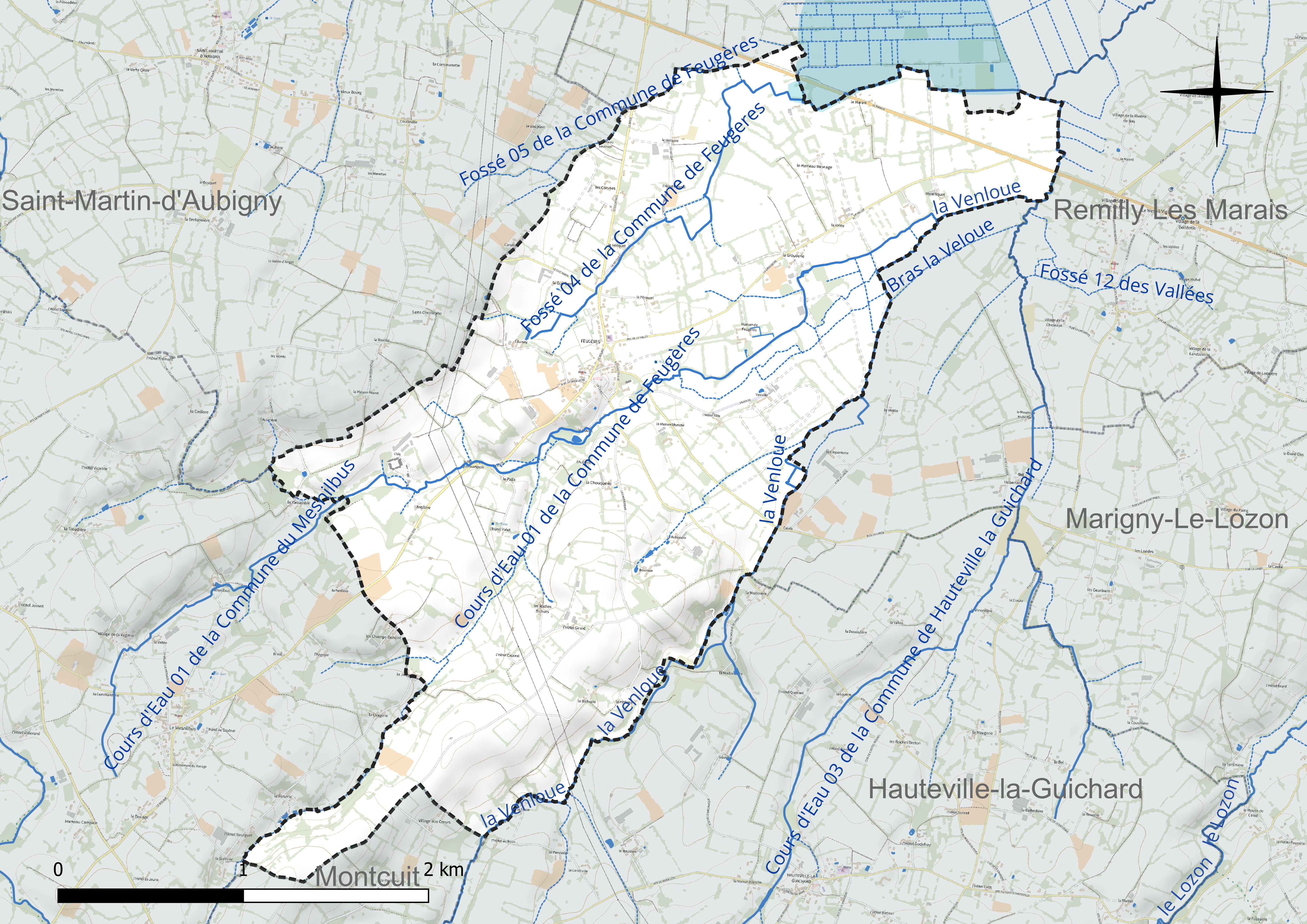
Réseau hydrographique de Feugères.

### Climat
Pour des articles plus généraux, voir Climat de la Normandie et Climat de la Manche.
En 2010, le climat de la commune est de type climat océanique franc, selon une étude du CNRS s'appuyant sur une série de données couvrant la période 1971-2000. En 2020, Météo-France publie une typologie des climats de la France métropolitaine dans laquelle la commune est exposée à un climat océanique et est dans la région climatique Normandie (Cotentin, Orne), caractérisée par une pluviométrie relativement élevée (850 mm/a) et un été frais (15,5 °C) et venté. Parallèlement le GIEC normand, un groupe régional d’experts sur le climat, différencie quant à lui, dans une étude de 2020, trois grands types de climats pour la région Normandie, nuancés à une échelle plus fine par les facteurs géographiques locaux. La commune est, selon ce zonage, exposée à un « climat maritime », correspondant au Cotentin et à l'ouest du département de la Manche, frais, humide et pluvieux, où les contrastes pluviométrique et thermique sont parfois très prononcés en quelques kilomètres quand le relief est marqué.
Pour la période 1971-2000, la température annuelle moyenne est de 11,3 °C, avec une amplitude thermique annuelle de 11,3 °C. Le cumul annuel moyen de précipitations est de 908 mm, avec 13,8 jours de précipitations en janvier et 7,7 jours en juillet. Pour la période 1991-2020, la température moyenne annuelle observée sur la station météorologique la plus proche, située sur la commune de Cerisy-la-Salle à 14 km à vol d'oiseau, est de 11,5 °C et le cumul annuel moyen de précipitations est de 1 112,5 mm,. Pour l'avenir, les paramètres climatiques de la commune estimés pour 2050 selon différents scénarios d’émission de gaz à effet de serre sont consultables sur un site dédié publié par Météo-France en novembre 2022.

## Urbanisme

### Typologie
Au 1er janvier 2024, Feugères est catégorisée commune rurale à habitat très dispersé, selon la nouvelle grille communale de densité à sept niveaux définie par l'Insee en 2022.
Elle est située hors unité urbaine et hors attraction des villes,.

### Occupation des sols
L'occupation des sols de la commune, telle qu'elle ressort de la base de données européenne d’occupation biophysique des sols Corine Land Cover (CLC), est marquée par l'importance des territoires agricoles (96,5 % en 2018), une proportion sensiblement équivalente à celle de 1990 (97 %). La répartition détaillée en 2018 est la suivante : prairies (55,1 %), zones agricoles hétérogènes (33,8 %), terres arables (7,6 %), zones urbanisées (3,5 %). L'évolution de l’occupation des sols de la commune et de ses infrastructures peut être observée sur les différentes représentations cartographiques du territoire : la carte de Cassini (XVIIIe siècle), la carte d'état-major (1820-1866) et les cartes ou photos aériennes de l'IGN pour la période actuelle (1950 à aujourd'hui).

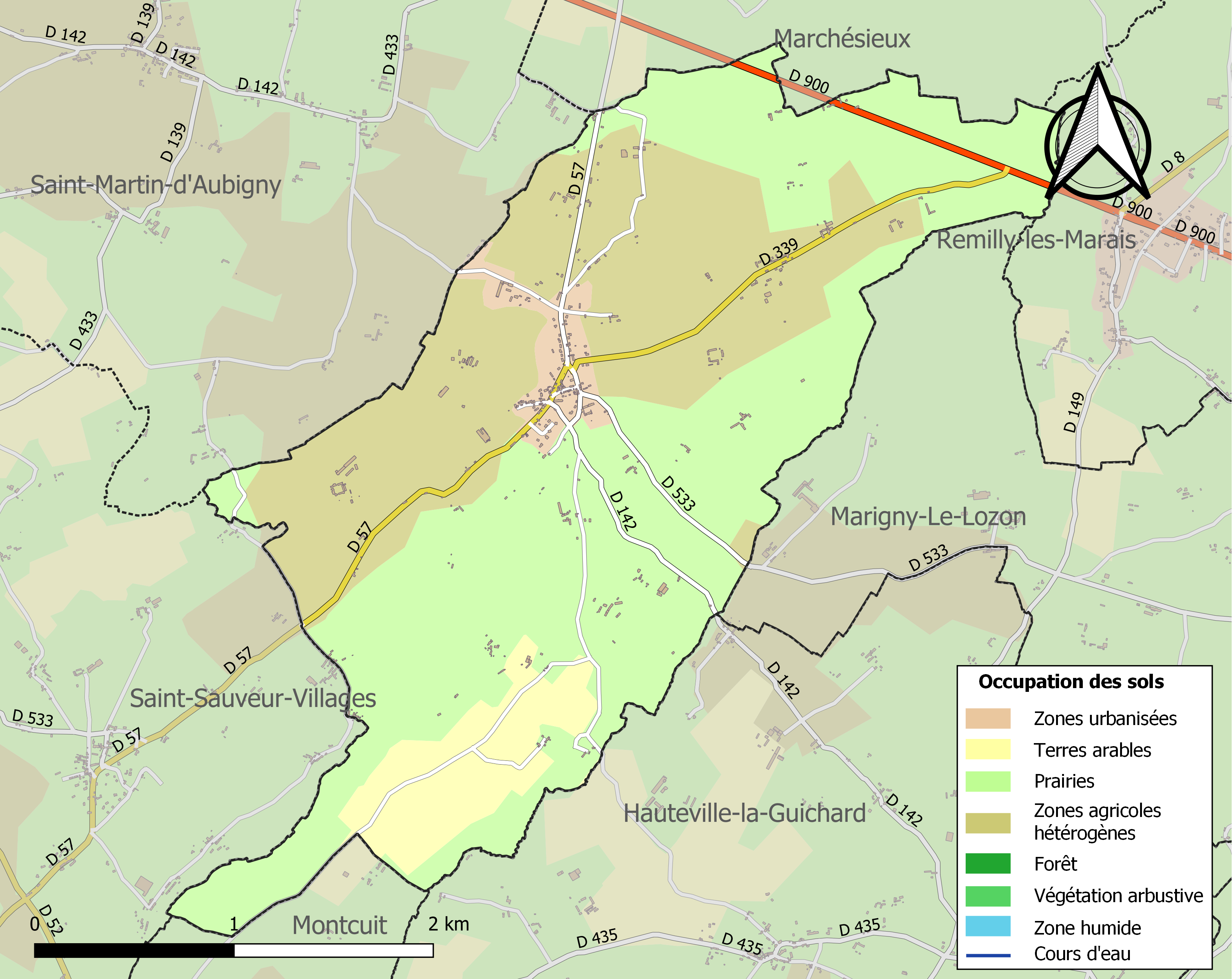
Carte des infrastructures et de l'occupation des sols de la commune en 2018 (CLC).

## Toponymie
Le nom de la localité est attesté sous les formes Filgeriae au XIIe siècle, Feugeriis en 1280, Felgerioe sans date.
Pluriel de l'oïl feugiére, feugére (« fougére »).
Toponyme médiéval précoce (étant donné l'absence d'article défini) évoquant une végétation caractéristique du lieu. Feugères est en effet située dans la vallée humide d'un des ruisseaux qui forment la Vanloue sur le territoire de la commune contiguë de l'ancienne commune de Lozon traversée par la rivière le Lozon.
Le gentilé est Feugériais.

## Histoire
Les abbayes de Lessay et de Troarn avaient des droits à Feugères.
En 1796, des chouans de la région se réunirent à Lastelle et dressèrent une liste de personnalités à abattre. Tombèrent sous leurs balles, deux républicains de Feugères.

### Les Davy du Perron
Le premier membre de la famille Davy du Perron qui réside avec certitude au château du Bois, est Pierre-Jean Davy, écuyer, sieur du Bois, La Champagne, Rougefort et Muneville, né vers 1539, décédé le 24 mai 1611. Mais certains de ses ancêtres ont déjà probablement habité Feugères. En effet, comme l'écrit Hubert Lamant, « la caractéristique de la famille Davy du Perron est d'être incroyablement embrouillée. Peu de familles se sont autant divisé leurs terres. Les titres de fiefs sont portés par plusieurs rameaux à la fois, sans doute par suite de la division de ces fiefs qu'on regroupait ensuite ; ainsi en est-il du Bois, de Virville, du Perron. Le Cardinal porte le nom de ce dernier fief sans en avoir eu la seigneurie qui était possédée à ce moment par son cousin Jean Davy, sieur de la Champagne ».
Les fiefs et les titres s'échangent, se dispersent et se regroupent au gré des événements, qu'ils soient heureux ou tragiques : le frère aîné de Pierre-Jean, sieur du Bois, Nicolas Davy, écuyer, sieur de Virville, du Bois (également), puis d'Angoville et Saint-Malo-de-la-lande, bailli de Saint-Sauveur-Lendelin « avait 25 ou 26 ans lorsqu'il obtint en mai 1564, des lettres de grâce d'un homicide qu'il avait fait le 29 mars 1563 (…). Il avait plongé sa dague dans le corps d'un contradicteur au cours d'une discussion relative à un héritage (sans doute avec la branche bâtarde), mais il avait invoqué l'excuse de la provocation et s'était prétendu en état de légitime défense, ce qu'apparemment, le roi avait admis ». Mais les questions patrimoniales et féodales se règlent, la plupart du temps, de manière beaucoup moins violente, si l'on se fie à l'ascendance de Jean-Baptiste-Jacques Davy de Boisroger (arrière-petit-fils de Pierre-Jean), sieur de Feugères, du Bois et Saint-Hilaire, décédé à Feugères le 11 mars 1667 : ses grands-parents paternels, Jean Davy et Jeanne Davy de Boispinel, sont tous deux issus de la branche cadette de la famille (de Virville), tandis que sa grand-mère maternelle, Marie Geneviève Davy du Perron, est la propre sœur du Cardinal et l'héritière de la branche aînée (du Perron). Avant de se retrouver ainsi au XVIIe siècle, à l'occasion de cet heureux mariage, les deux branches s'étaient séparées au début du XVe siècle dans les personnes de Jean, sieur du Perron, et Simon, sieur de Virville, l'un et l'autre fils de Jean, premier ancêtre connu de la famille.
Déjà, à l'extrême fin du XIVe siècle, le trisaïeul de Pierre-Jean, Jean Davy, est dit « sieur du Perron, Virville et du Bois ». Jean, "premier ancêtre certain, qui fit la fortune de la famille, apparaît dans des chartes en 1391, 1393, 1394 et 1403, sans qualification de « noble » ou « d'écuyer », mais comme bailli de monseigneur le duc d'Orléans en ses terres de Normandie (…). Il est désigné, en 1399, comme « sieur du Perron et Virville », puis des fiefs de Guéhébert et du Bois, bailli de Saint-Sauveur-Lendelin. Il épousa Chardine Le Petiot (Le petit) et décéda le 24 juillet 1414 (…). D'eux sont nés : Jean Davy, sieur du Perron, Nicolas Davy, chanoine de Coutances et Bayeux, Marthe et Simon Davy, chef de la branche cadette de Virville et Boisroger."
Simon Davy, sieur de Virville et du Bois, bisaïeul de Pierre-Jean Davy, épouse en 1424 Annette d'Anneville ; leur fils, Jean Davy, écuyer, sieur de Virville, du Bois et Saint-Hilaire-Petitville, licencié ès arts, conseiller du roi, bailli de Périers en 1465, 1482 et 1483 épouse Jeanne de Montaigu. Ils ont cinq enfants : Regnault, qui devient sieur de Virville ; Pierre, sieur de Thosville et de Languerie, bailli de Saint-Sauveur-Lendelin ; Jeanne ; Simon, prêtre, curé de Beuzeville et Jacques, écuyer, sieur de Boispinel, Boisrivet et Saint-Hilaire.
L'aîné de ces cinq enfants, Regnault, père de Pierre-Jean, a probablement résidé au château du Bois puisqu'il est dit « sieur du Bois », avant de devenir « sieur de Virville », par échange avec son cousin Pierre Davy, écuyer, sieur de Saint-Malo-de-la-Lande et du Homméel vers 1550 ; de l'union de Regnault avec Françoise du Mesnildot naissent quatre enfants - l'aîné, Nicolas, qui devient sieur de Virville, Pierre-Jean, donc, qui demeure à Feugères, Charles et Françoise - mais il a également un fils illégitime avec Gillette Bretel : Pierre Davy, sieur de la Monnerie, qui obtient, le 26 mars 1566, des lettres de légitimation sans anoblissement (on peut supposer que c'est cette dernière naissance qui est à l'origine de l'homicide du 29 mars 1563).
Pierre-Jean du Perron épouse, vers 1558, Marthe du Bouillon. Ils ont six enfants, dont l'aîné, Jean, écuyer, est sieur de Feugères, du Bois, Montmartin, Boisrivet et Saint-Hilaire-Petitville. Il est pourvu, le 24 mai 1588, de la charge de bailli de Saint-Sauveur-Lendelin, qu'il garde jusqu'en 1597, et épouse, en 1585, Jeanne Davy de Boispinel. Leur fils aîné, Jacques-Pierre Davy, né vers 1604, décédé à Saint-Aubin en 1661, écuyer, sieur de Mary et patron de Feugères et Saint-Hilaire, épouse, en 1628, sa cousine, Ursine de la Rivière, fille de Jean, conseiller du roi au siège présidial du Cotentin et premier médecin d'Henri IV, et de Marie Davy du Perron, sœur du Cardinal et poète Jacques Davy du Perron. De cette union naît, vers 1635, Jean-Baptiste-Jacques, sieur de Feugères, du Bois et Saint-Hilaire, bailli de Saint-Sauveur, qui épouse, en 1656, Anne Clérel de Tocqueville.
Jean-Baptiste-Jacques Davy et Anne Clérel de Tocqueville ont un fils : Jacques-Ursin, sieur du Bois, Saint-Hilaire, Quettreville et patron de Feugères, mais celui-ci meurt tôt, avant 1666, et ses propres fils, François et Jacques décèdent tous deux sans postérité (l'aîné, François, est décédé, à Feugères, le même jour que son grand-père Jean-Baptiste-Jacques : le 11 mars 1667).
Ce sont donc les enfants de la sœur de Jacques-Ursin, Joséphine, dame du Bois et de Quettreville, qui hérite des fiefs familiaux. Celle-ci avait épousé Pierre Le Trésor, seigneur de la Bazière (1649-1689).

## Politique et administration
| Période                                  | Période        | Identité                             | Étiquette | Qualité           |
| ---------------------------------------- | -------------- | ------------------------------------ | --------- | ----------------- |
| août 1795                                | décembre 1800  | Léonor Dameuve                       |           |                   |
| 1801                                     | août 1805      | Pierre Ursin Le Trésor de la Bazière |           |                   |
| août 1805                                | décembre 1815  | Léonor Dameuve                       |           |                   |
| décembre 1815                            | octobre 1830   | Alexandre Ferrand de la Conté        |           |                   |
| 1830                                     | 1868           | Jean-Pierre-Désiré Rauline           |           |                   |
| 1868                                     | 1873           | Charles Joseph Rauline               |           |                   |
| 1873                                     | août 1875      | Jean Baptiste François Langeard      |           |                   |
| août 1875                                | septembre 1879 | Jean Florent Grould                  |           |                   |
| octobre 1879                             | mai 1884       | Jean Baptiste François Langeard      |           |                   |
| mai 1884                                 | 1924           | Gaston Ferrand de la Conté           |           |                   |
| 1924                                     | 1940           | Auguste Lepastourel                  |           |                   |
| 1940                                     | 1945           | R. Ferrand de la Conté               |           |                   |
| 1945                                     | 1957           | Albert Leforestier                   |           |                   |
| 1957                                     | 1971           | Aimable Lecluze                      |           |                   |
| 1971                                     | 1989           | André Lepastourel                    |           |                   |
| 1989                                     | mars 2008      | Michel Ruffault                      | SE        |                   |
| mars 2008                                | mai 2020       | Jacques Vantomme                     | SE        | Chef d'entreprise |
| mai 2020                                 | En cours       | Nicolas Jeanson                      | SE        | Agriculteur       |
| Les données manquantes sont à compléter. |                |                                      |           |                   |

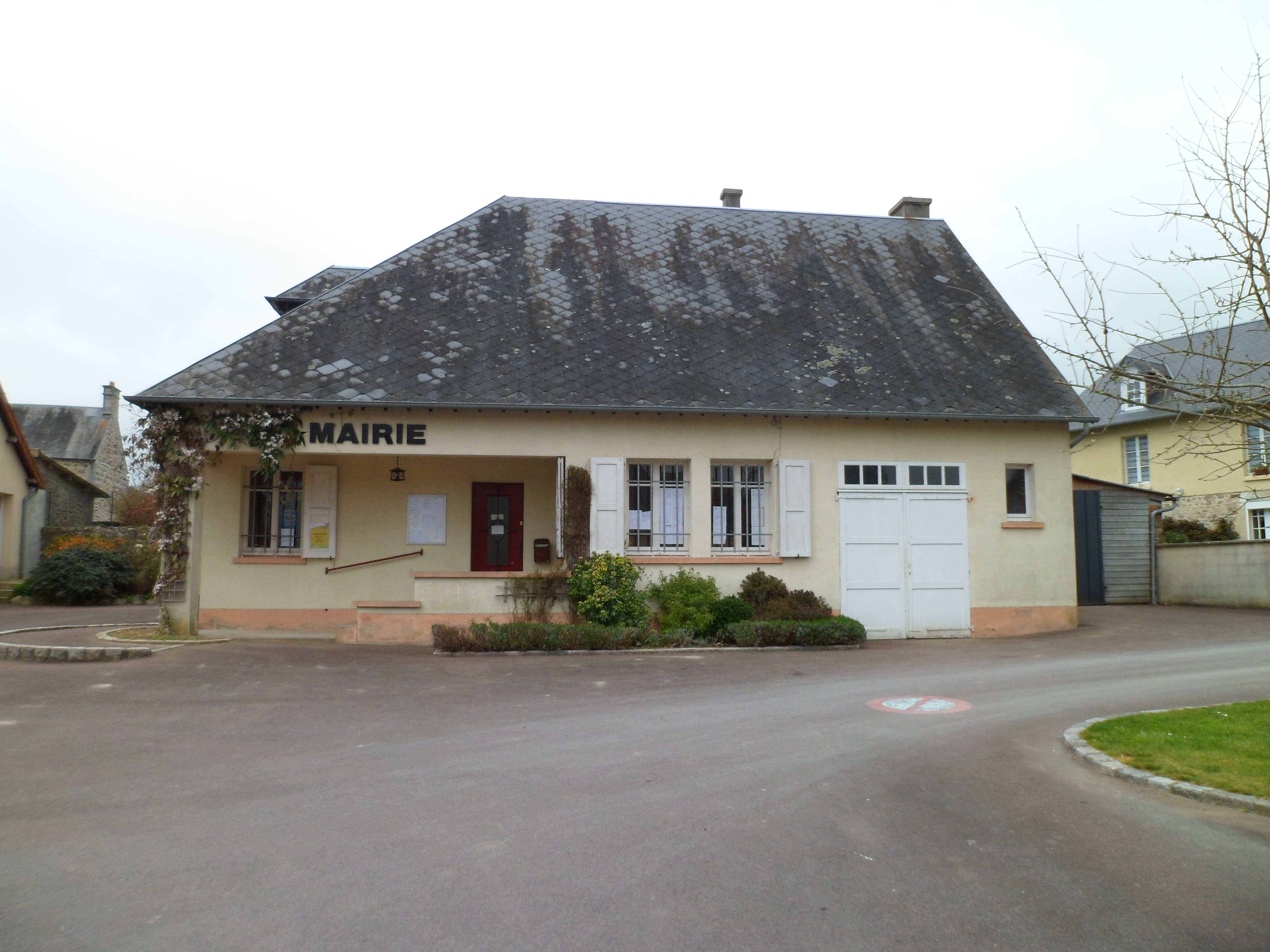
La mairie.

Le conseil municipal est composé de onze membres dont le maire et deux adjoints.

## Démographie
L'évolution du nombre d'habitants est connue à travers les recensements de la population effectués dans la commune depuis 1793. Pour les communes de moins de 10 000 habitants, une enquête de recensement portant sur toute la population est réalisée tous les cinq ans, les populations de référence des années intermédiaires étant quant à elles estimées par interpolation ou extrapolation. Pour la commune, le premier recensement exhaustif entrant dans le cadre du nouveau dispositif a été réalisé en 2006.
En 2022, la commune comptait 353 habitants, en évolution de +3,82 % par rapport à 2016 (Manche : −0,31 %, France hors Mayotte : +2,11 %).
| 1793 | 1800 | 1806 | 1821  | 1831 | 1836 | 1841 | 1846 | 1851 |
| ---- | ---- | ---- | ----- | ---- | ---- | ---- | ---- | ---- |
| 772  | 821  | 979  | 1 004 | 863  | 975  | 990  | 951  | 908  |

| 1856 | 1861 | 1866 | 1872 | 1876 | 1881 | 1886 | 1891 | 1896 |
| ---- | ---- | ---- | ---- | ---- | ---- | ---- | ---- | ---- |
| 838  | 827  | 778  | 735  | 760  | 705  | 720  | 687  | 649  |

| 1901 | 1906 | 1911 | 1921 | 1926 | 1931 | 1936 | 1946 | 1954 |
| ---- | ---- | ---- | ---- | ---- | ---- | ---- | ---- | ---- |
| 625  | 574  | 547  | 446  | 471  | 462  | 451  | 443  | 434  |

| 1962 | 1968 | 1975 | 1982 | 1990 | 1999 | 2006 | 2011 | 2016 |
| ---- | ---- | ---- | ---- | ---- | ---- | ---- | ---- | ---- |
| 392  | 344  | 290  | 288  | 302  | 274  | 344  | 332  | 340  |

| 2021 | 2022 | - | - | - | - | - | - | - |
| ---- | ---- | - | - | - | - | - | - | - |
| 345  | 353  | - | - | - | - | - | - | - |

## Économie
La commune se situe dans la zone géographique des appellations d'origine protégée (AOP) Beurre d'Isigny et Crème d'Isigny.

## Lieux et monuments

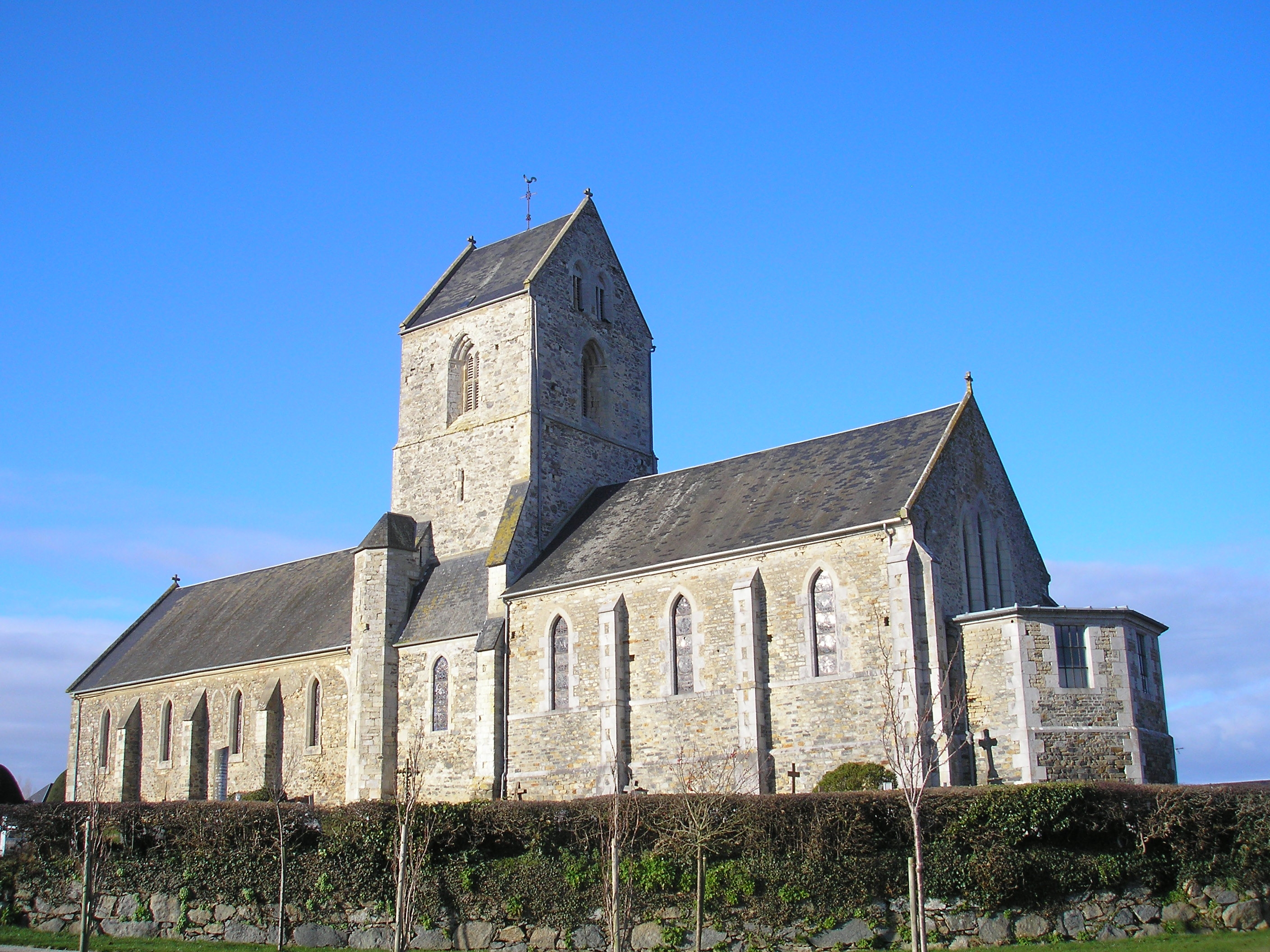
Église Saint-Pierre.

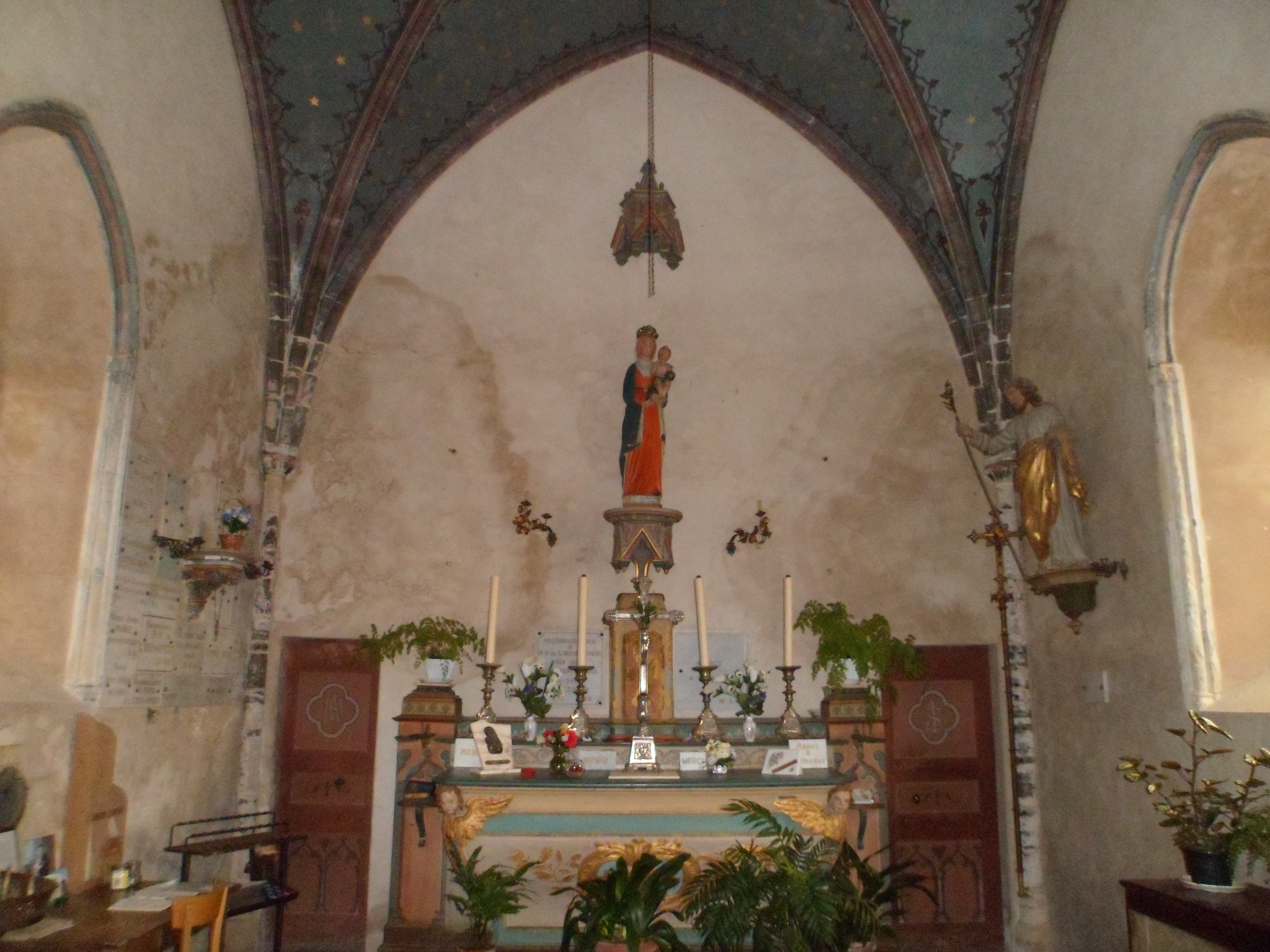
Chapelle Notre-Dame de l'Huis-Ouvert.

- Manoir du Bois édifice des XVIe – XIXe siècles inscrit au titre des monuments historiques par décret du 2 février 2012[39], avec une double porterie. Jacques Davy (XVIe siècle), chevalier et seigneur du Bois à Feugères, obtiendra en 1538, par lettre de François Ier, l'office de conseiller chambellan du roi et grand bailli de Cotentin. En 1559, le parlement de Rouen le priva de l'office de bailli, qu'il tenta de transférer, sans succès, à son fils Adrien Davy[40].
- Château ou maison de Feugères (XVIIIe siècle).
- Château du Pont-samson ou le Campgrain (XVIe – XIXe siècles).
- Église Saint-Pierre (XIIe, XIXe – XXe siècles) avec voûtes gothique. Elle abrite un maître-autel du XIXe, une Vierge de la Pitié du XVIIIe, les statues de saint Jacques le Majeur du XVIIIe, de saint Nicolas du XVIIe, et une verrière (XXe) de Mauméjean. Devant le porche, deux ifs.
- Chapelle Notre-Dame de l'Huis-Ouvert (XIIIe – XVIe siècles) avec petit clocher ajouré et à l'intérieur une statue Vierge à l'Enfant du XVIIe.
- Ancien pressoir à cidre sous abri.
- L'Isba, ancienne maison de journalier en terre.
- La roche branlante. Selon une légende, tout jeune homme qui parvenait à la remuer était bon à marier dans l'année ! Depuis une cinquantaine d'années, il n'est plus possible de la bouger[40].

## Personnalités liées à la commune
- Louis Jean David le Trésor du Bactot (1744-1817), maréchal de camp des armées de la Royauté y est décédé. Comte, émigré à Jersey, il fut chargé vers 1795 d'organiser une expédition vers Quiberon qui n'aboutira pas[40].
- Gustave Rauline (1822 à Feugères-1904), homme politique, maire de Saint-Lô de 1874 à 1888, député de la Manche de 1876 à 1904.
- Le général d'armée aérienne Pierre Fay (1899-1971), chef d'état-major de l'armée de l'air, possédait une résidence dans cette commune, le manoir du Pont Samson. C'est là qu'il se retira après sa mise à la retraite. Sa carrière militaire commence par un engagement à l'âge de dix-huit ans pour combattre durant la grande Première Guerre mondiale. Son choix se tourne vers l'aviation et sa carrière se terminera aux plus hautes fonctions de l'armée de l'air. Avec des décisions importantes à prendre lors du conflit indochinois sur les moyens à mettre en œuvre.

Son épouse fut aussi une personne brillante qui a vécu les différentes affectations de son mari. Alger, Rio, l'Indochine, Paris. Elle a volé avec Mermoz au Brésil assise dans la carlingue sur des sacs postaux.